# Pommern

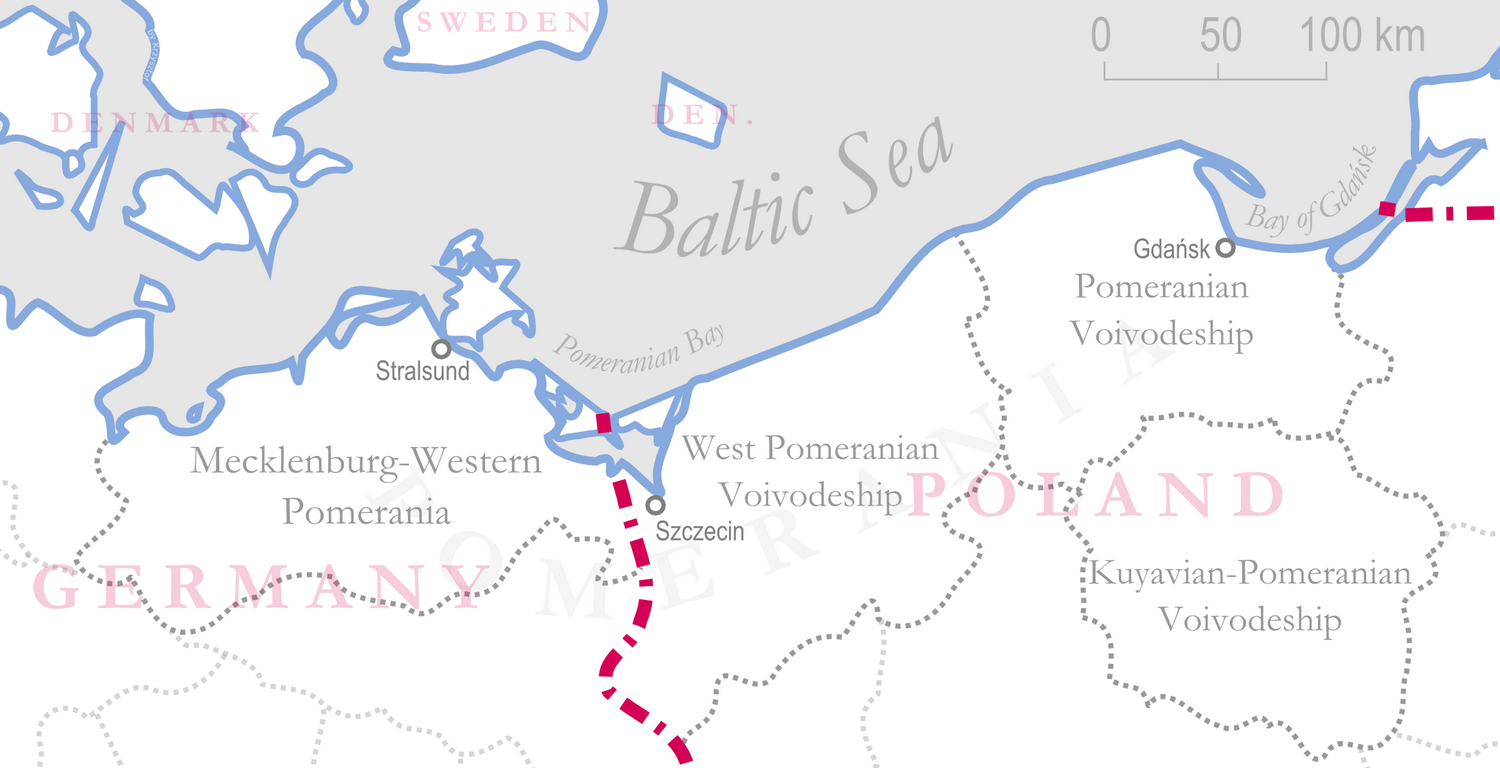
Heutige Verwaltungseinheiten, die den Namensbestandteil Pommern führen: In Deutschland Mecklenburg-Vorpommern (ein kleiner Teil Vorpommerns liegt in Brandenburg), in Polen die Woiwodschaft Westpommern, die Woiwodschaft Kujawien-Pommern und die Woiwodschaft Pommern.

Pommern ist eine Region in den deutschen Ländern Mecklenburg-Vorpommern und Brandenburg sowie in den polnischen Woiwodschaften Westpommern, Pommern und Kujawien-Pommern, die von der Ostseeküste und deren vorgelagerten Inseln von knapp 50 km bis zu fast 200 km weit ins Binnenland reicht. Der Name Pommern ist die eingedeutschte Form eines slawischen Landschaftsnamens, der von einer slawischen Phrase mit der Bedeutung „am Meer“ abgeleitet ist – vgl. po morzu „am Meer, entlang des Meeres“ oder po morze „bis zum Meer“ im Polnischen. Westliche Begrenzung ist die Recknitz. Die Auffassung über die östliche Grenze ist in Deutschland und in Polen verschieden.

## Begriff
Nach deutschem Verständnis ist Pommern das Gebiet des früheren Herzogtums bzw. der späteren preußischen Provinz Pommern. Die Provinz Pommern lag innerhalb der deutschen Staatsgrenzen von 1937 und existierte als solche von 1815 bis zum Ende des Zweiten Weltkriegs. Das Gebiet setzt sich aus dem westlich der Oder gelegenen Vorpommern und dem östlich der Oder gelegenen Hinterpommern zusammen. Die östlich an Hinterpommern anschließende Landschaft bis zur Ossa, Weichsel und Nogat wird Pommerellen genannt, was so viel wie „Kleinpommern“ bedeutet.
Im Polnischen gibt es den Namen Pommerellen nicht. Im polnischen Verständnis bildet Pommerellen (als Weichselpommern oder Ostpommern benannt) den Kern Pommerns und besteht aus dem Danziger Pommern am Ostufer der unteren Weichsel und Nogat sowie dem historischen Kulmerland am Ostufer der Ossa. Das Gebiet des ehemaligen Greifenherzogtums und damit der ehemaligen preußischen Provinz Pommern wird im Polnischen Westpommern oder auch Stettiner Pommern genannt. Die polnische Bezeichnung Przedpomorze für Vorpommern entspricht der deutschen, obwohl dieser Teil Pommerns von Zentralpolen aus betrachtet der entfernteste ist. Manchmal spricht man auch vom sogenannten Mittelpommern (Pomorze Środkowe) mit Koszalin und Słupsk als Oberzentren.

## Geografie

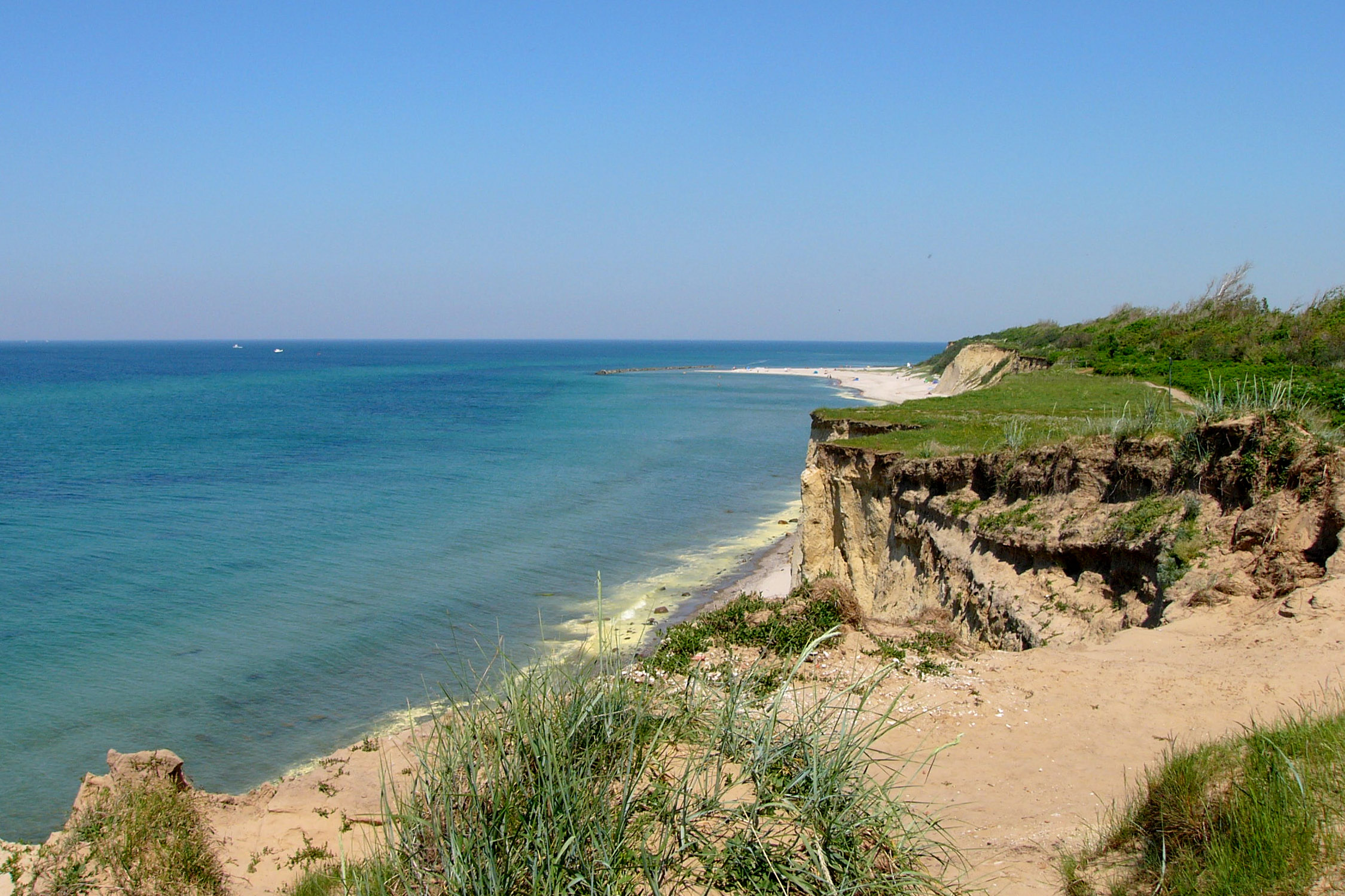
Strand bei Ahrenshoop (Halbinsel Darß) in Vorpommern

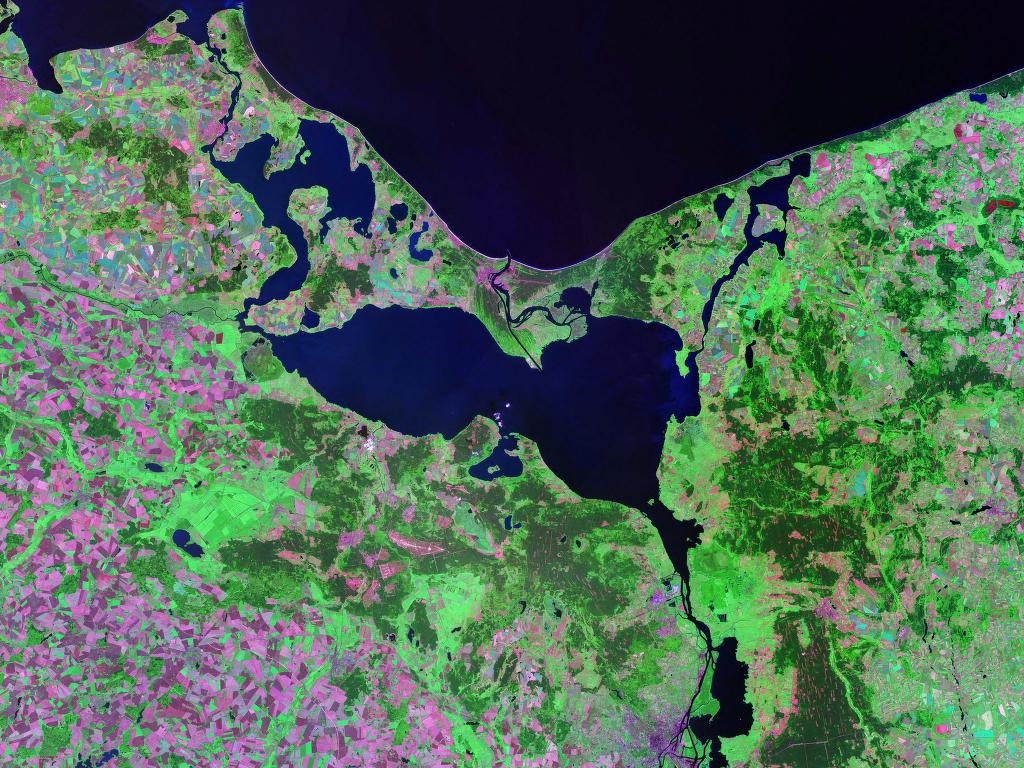
Satellitenaufnahme der Odermündung mit Stettiner Haff, Peene, Peenestrom, Usedom, Swine, Wollin, Dievenow und Pommersche Bucht.

Politisch verteilt sich Pommern heute auf die deutschen Länder Mecklenburg-Vorpommern und Brandenburg sowie die polnischen Woiwodschaften Westpommern mit der Hauptstadt Stettin (Szczecin), Pommern mit der Hauptstadt Danzig (Gdańsk) sowie Kujawien-Pommern mit den Hauptstädten Bromberg (Bydgoszcz) und Thorn (Toruń).
In der Region liegen die Pommersche Bucht und das dahinterliegende Stettiner Haff, auch Oderhaff genannt. Die größten Inseln vor der Pommerschen Küste sind Usedom, Wollin (Wolin) und Rügen. Die Inseln Rügen und Usedom und die vorpommersche Boddenküste weisen durch ein Gemisch aus Landkernen eine enge Verzahnung von Land und Meer und sie verbindenden Nehrungen (hier nicht so genannt) auf. Das vorpommersche Binnenland ist durch ein Netz von Urstromtälern geprägt, deren Talboden hier nur wenig über dem Meeresspiegel liegt. Da das Stettiner Haff (Oderhaff) eine Meeresbucht ist, sind die drei Mündungsarme der Oder, also Peenestrom, Swine (Świna) und Dievenow (Dziwna) keine Flüsse, sondern Meeresarme. Zwischen Dievenow und Danziger Bucht (Zatoka Gdańska) erstreckt sich die Pommersche Ausgleichsküste. Dort wurden die Buchten durch Strömungseinwirkung geschlossen und bilden jetzt Strandseen, wie den Lebasee. Am Ende der Ausgleichsküste ragt die Halbinsel Hela (poln. Hel) in die Danziger Bucht. Im Binnenland Hinterpommerns und Pommerellens erstreckt sich die während des Eiszeit geformte Pommersche Seenplatte, deren östlicher Teil auch Kaschubische Seenplatte genannt wird. Der Streifen zwischen Küste und Seenplatte heißt Slowinzisches Küstenland (Pobrzeże Slowińskie).
Vorpommern liegt größtenteils im Land Mecklenburg-Vorpommern mit den Oberzentren Stralsund und Greifswald. Der südlichste Teil Vorpommerns liegt im Land Brandenburg und geht in seiner Ausdehnung im Süden bis an die Randow und die Welse. Die meisten vorpommerschen Gemeinden Brandenburgs sind im Amt Gartz (Oder) zusammengefasst. Die vorpommerschen Orte Schönow, Jamikow, Kunow und Kummerow sind Teil der Stadt Schwedt/Oder. Ein Teil Vorpommerns, nämlich der aus dem Kreis Police (Pölitz) und dem Stadtkreis Szczecin (Stettin) bestehende sogenannte Stettiner Zipfel, der östlichste Abschnitt der Insel Usedom (Uznam) mit der Kreisstadt Świnoujście (Swinemünde), die zum Kreis Kamień (Cammin) gehörende Insel Wolin (Wollin), sowie die Gmina Goleniów (Gollnow) im Kreis Goleniów, gehören zur polnischen Woiwodschaft Westpommern.

## Ursprung und Bedeutung des Namens
Der Name leitet sich vom slawischen po more ab und bedeutet „am Meer“. Pommern ist ursprünglich das Land des slawischen Stammes der Pomoranen.
Die lateinische Bezeichnung Pommern ist aufgeschrieben als Formulierung longum mare (‚entlang des Meeres‘) im Dagome-Iudex-Dokument von ca. 1086, ein Regest der Kurie bezüglich einer etwa um 990 erfolgten Schenkung an den Papst von „Dagome und Ote“ (Mieszko I. und Oda von Haldensleben), die ihr Land als „Schinesge“ (frühen polnischen Piastenstaat) beschreibt. Der spanisch-arabisch-jüdische Reisende Ibrahim ibn Jaqub besuchte – ebenfalls in der 2. Hälfte des 10. Jahrhunderts – die bis heute nicht sicher lokalisierte Handelsstadt Vineta in der Nähe der Odermündung und erwähnte auch Demmin und den vorpommerschen Volksstamm der Ranen. Die erste Erwähnung Pommerns findet sich für das Jahr 1046 über einen Zemuzil, Herzog der Pommern („Zemuzil [dux] Bomeraniorum“). In den Chroniken des Adam von Bremen um 1070 und des Gallus Anonymus um 1113 wird Pommern häufig erwähnt.

## Vorpommern und Hinterpommern in anderen Sprachen
Die polnische Bezeichnung für Vorpommern ist Pomorze Przednie oder Przedpomorze, also die wörtliche Übersetzung des deutschen Namens, obwohl es von Polen aus betrachtet jenseits der Oder liegt.
Ins Englische kann Vorpommern sowohl mit Hither Pomerania, Fore Pomerania als auch mit Western Pomerania übersetzt werden, so dass letzteres nicht eindeutig ist. Hinterpommern heißt Farther Pomerania oder Further Pomerania, Rear Pomerania. Im Französischen ist Vorpommern Poméranie antérieure, oft aber gleichlautend mit Westpommern als Poméranie occidentale genannt. Im Spanischen steht Pomerania Occidental, Pomerania Anterior oder Antepomerania für Vorpommern, während Hinterpommern Pomerania Central, also „Mittelpommern“, heißt.

## Sprache und Kultur
In Vorpommern wird Deutsch und östliche Dialekte des Niederdeutschen (Mecklenburgisch-Vorpommersch und Mittelpommersch) gesprochen.
Das Pommern der Vor- und Zwischenkriegszeit wurde kulturräumlich seit Robert Holstens sprachgeographischen Arbeiten (beginnend 1913) in West-, Mittel- und Ostpommern unterteilt. Westpommern umfasst dabei den größten Teil Vorpommerns bis etwa zur Zarow im Süden und schließt sich dialektal eng an Mecklenburg an. Mittelpommern umfasst vor- wie hinterpommersches Gebiet auf beiden Ufern der Oder. Mundartliche Merkmale weisen bzw. wiesen hier eher Ähnlichkeiten zur Mark Brandenburg im Süden auf, weswegen auch vom „mittelpommerschen Keil“ gesprochen wird, der sich als Ergebnis mittelalterlicher niederfränkisch-märkischer Kolonisation entlang der Oder von Süden her zwischen die eher niedersächsisch geprägten Küstengebiete geschoben habe. Weiter östlich folgte (mit einem breiten Übergangsgebiet zwischen Ihna und Rega) Ostpommern, d. h. in etwa das mittlere und östliche Hinterpommern, das wiederum eher auf niedersächsische Besiedlung zurückgeführt wurde, jedoch mit starken slawischen Einflüssen und deutlichen Eigenmerkmalen gegenüber Vorpommern (vgl. zur Mundart: Ostpommersch). Neben der Sprache sah Holsten diese kulturräumlichen Grenzen 1928 manifestiert in: der ursprünglichen Form des Stadtrechts (lübisch oder magdeburgisch), Bauformen (bes. bei Kirchen), der Verbreitung des Niedersachsenhauses, der Verbreitung gewisser Fastnachtspeisen (Heißwecken in Milch), Osterbräuchen und Eigenheiten der Gilden. Kurt Dröge zufolge verselbständigte sich diese v. a. siedlungshistorisch hergeleitete kulturelle Dreiteilung Pommerns und prägte den Blick auf viele andere, damit zeitlich und sachlich gar nicht mehr direkt zusammenhängende Bereiche (z. B. die mittelpommersche Bezeichnung der erst im 18. Jh. eingeführten Kartoffel als „Nudel“, die sich an ostmitteldeutsche Begriffe anschließt). Die „grenzenlos überdimensionierte Historisierung“ (Dröge) erreichte mit dem Zweiten Weltkrieg ihren Höhepunkt und festigte sich in der Nachkriegszeit, als die Auflösung der deutschen Siedlungsgebiete einer Romantisierung Vorschub leistete und zugleich weitere Forschungen erschwerte.
In Hinterpommern wird aufgrund der nahezu vollständigen Vertreibung der Deutschen im Rahmen der Westverschiebung Polens nach dem Zweiten Weltkrieg heute fast ausschließlich Polnisch gesprochen. In Pommerellen und den östlichen Gebieten Hinterpommerns, bei Bytów (Bütow) sprechen etwa 160.000 Menschen die kaschubische Sprache. Das in früheren Zeiten in großen Teilen Hinterpommerns verbreitete Slowinzische wurde schon vor dem Zweiten Weltkrieg nur noch von wenigen Menschen gesprochen. Nach 1945 wurde kein Gebrauch dieser Sprache mehr erwähnt.

Großes Neunfeldriges Wappen von Pommern in einem Glasfenster der St. Bartholomaei-Kirche, Hansestadt Demmin

## Geschichte
Vor der Völkerwanderung war das spätere Pommern von den ostgermanischen Stämmen der Rugier (seit dem 6. Jahrhundert vor Chr.) im Westen und der Goten (seit etwa 100 vor Chr.) im Osten besiedelt. Als große Teile derselben im Zuge der Völkerwanderung neue Sitze im Süden aufsuchten, ließen sich dort ab dem Ende des 5. Jahrhunderts slawische Stämme nieder.
Ab dem 10. Jahrhundert gerieten die Stämme des späteren Pommern in den Einflussbereich ihrer christlichen Nachbarn. Aus dem Westen drohten ihnen die deutschen Landesfürsten (Sachsen ab ca. 918) und die ostmärkischen Markgrafen (Brandenburg ab etwa 1150), beide Teil des Heiligen Römischen Reichs, vom Norden her die Dänen (10.–13. Jahrhundert) und ab 970 aus dem Südosten die Polanen (polnischen Piasten). Im 11. Jahrhundert gewann Polen immer wieder aber nicht dauerhaft die Oberhoheit über Pommern. So wurde die leicht zu kontrollierende Brahe-Netze-Warthe-Linie am Nordrand des polnischen Kernlandes durch eine Kette von Burgen gesichert, Wyszegrod bei Fordon an der Weichsel, Bydgoszcz (Bromberg) an der Brahe (Brda), sowie entlang der Netze: Nakło (Nakel) und Ujście (Usch), Czarnków (Czarnikau), Wieleń (Filehne) in dessen Nähe und Drezdenko (Driesen). Ende des 11. Jahrhunderts gab es in Santok (Zantoch) an der Mündung der Netze in die Warthe zwei Grenzburgen, eine polnische und ein pommersche. Bolesław III. Schiefmund unterwarf 1113 bis 1122 große Teile Pommerns und gliederte diese dem polnischen Piastenstaat an. 1135 musste er aber seinerseits für einen Großteil dieser Gebiete die Lehnshoheit des Reiches anerkennen. Die (west-)pommerschen Herzöge mit Sitz in Cammin unterstellten sich 1164 der Lehnshoheit Heinrichs des Löwen und 1181 direkt der Lehnshoheit des Kaisers. Jedoch eroberte Dänemark zwischen 1168 und 1186 Vor- und Hinterpommern und hielt sie bis 1227. Danach wurde Pommern, mit Ausnahme des Fürstentums Rügen und des ostpommerschen Herzogtums der Samboriden, Teil des Heiligen Römischen Reiches bis zu dessen Auflösung.
Im 12. und 13. Jahrhundert erfuhr das Reichslehen Pommern im Zuge der Eingliederung in die kirchlichen und weltlichen Strukturen des Reiches und die massive Ansiedlung von Deutschen und Flamen im Zuge der Ostsiedlung eine sowohl demographische als auch eine wirtschaftliche und kulturelle Zäsur. Es wurde Teil des niederdeutschen Sprachraums. Förderer dieser Entwicklung waren die Herzöge aus dem slawischen Haus der Greifen, die Einwohnerzahl und Steuerkraft ihres Lehens steigern wollten. Zahlreiche Klöster, Städte und Dörfer wurden neu gegründet oder erweitert und damit in etwa die heutige Besiedlungsstruktur geschaffen.

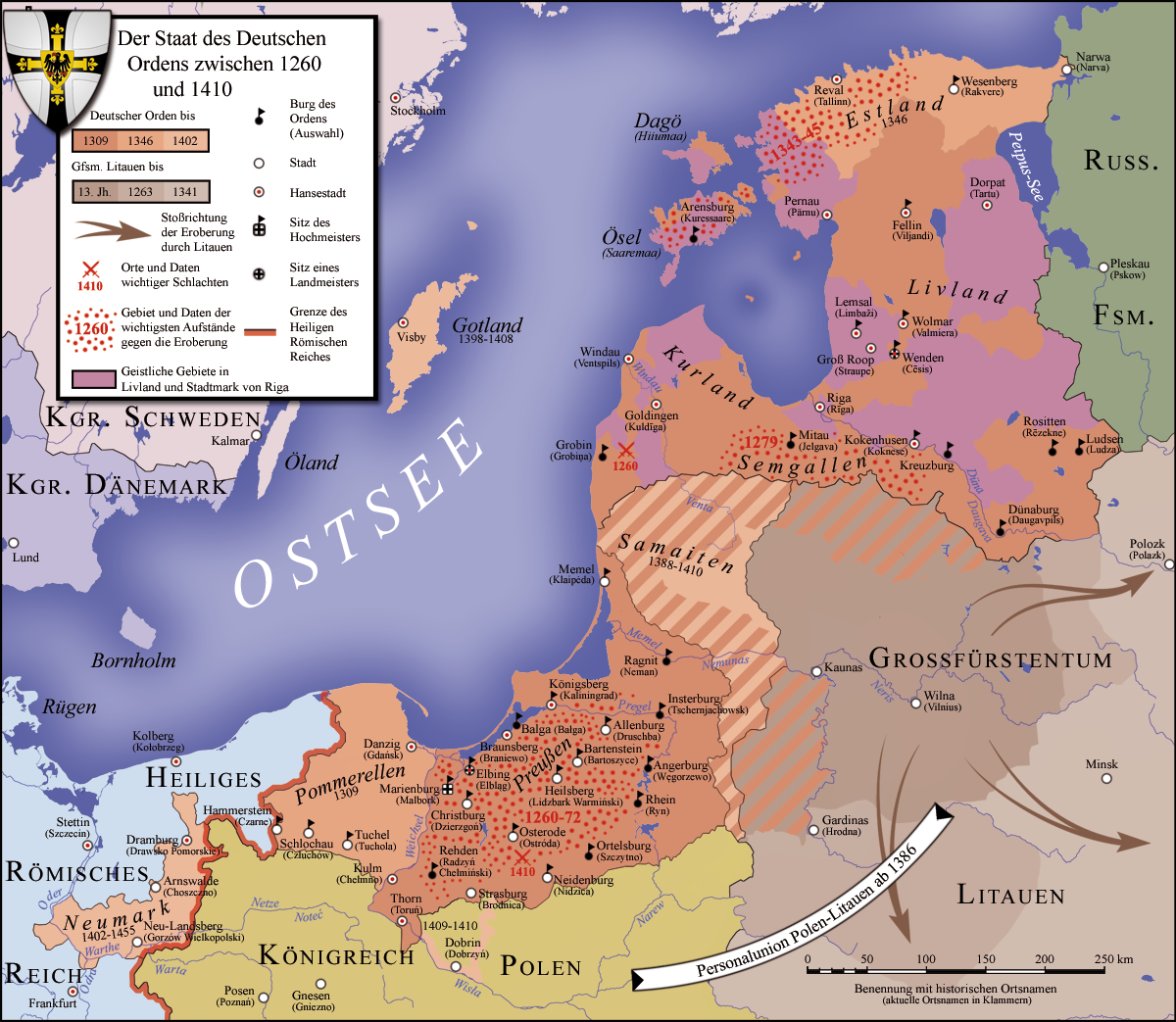
Konflikt zwischen Deutschem Orden und Königreich Polen wegen Pommerellen und Westpreußen im 15. Jahrhundert

Das erste pommersche Kloster war das 1153 gegründete Kloster Stolpe an der Peene. Zwei Jahre später folgte das Kloster Grobe bei Usedom. 1180 gründeten niedersächsische Prämonstratenser das Kloster Belbuck. Dänische Zisterzienser gründeten 1173 das Kloster Kolbatz, 1199 das Kloster Hilda (heute Eldena) und 1186 Mönche aus Kolbatz das Zisterzienserkloster Oliva bei Danzig. Im 13. Jahrhundert gründeten Siedler aus den Gebieten des heutigen Mecklenburg, Niedersachsen und Westfalen neue Städte nach Lübischem Recht: 1234 Stralsund, 1250 Greifswald, 1255 Kolberg, 1259 Wolgast, 1262 Greifenberg und nach Magdeburger Recht: 1243 Stettin, 1243/53 Stargard und 1260 Pölitz.
Im Jahr 1295 teilten die Greifen ihr Herrschaftsgebiet in die Fürstentümer Stettin (binnenländischer Teil beiderseits der Oder und südlich des Stettiner Haffs) und Wolgast (Küstengebiete, in Vorpommern nördlich der Peene einschließlich Demmin und Anklam). Letzteres wurde bis zur Mitte des 15. Jahrhunderts noch mehrfach weiter geteilt, übernahm aber nach dem Aussterben der Rügenfürsten 1325 und den Rügischen Erbfolgekriegen das Fürstentum Rügen (Insel Rügen und gegenüber liegendes Festland mit den Städten Stralsund, Barth, Damgarten, Tribsees, Grimmen und Loitz). Anfang des 15. Jahrhunderts erlosch mit dem polabischen Dialekt der Rügenslawen der letzte slawische Dialekt Vorpommerns.
Ab 1534 hielt in Pommern die Reformation Einzug. Durch die Einziehung der umfangreichen kirchlichen Ländereien erweiterten die Herzöge ihre Machtposition. 1536 wurde Herzog Philipp I. von Pommern-Wolgast bei seiner Hochzeit mit Maria von Sachsen, einer Halbschwester Johann Friedrichs I. von Sachsen, in Torgau von Martin Luther getraut. Der pommersche Pfarrer Johannes Bugenhagen aus Treptow an der Rega wurde als „Doctor Pomeranus“ neben Luther und Melanchthon einer der bekanntesten Reformatoren.
Unter Bogislaw XIV. wurde Pommern 1625 nochmals vereint. Die Neutralität Pommerns im Dreißigjährigen Krieg nützte dem Land nicht viel. Pommern wurde wechselseitig von den kaiserlichen Truppen unter Wallenstein und den Schweden unter Gustav II. Adolf geplündert. Nachdem Wallenstein trotz Zusage des Kaisers Ferdinand II. Pommern besetzte, schloss sich 1628 Stralsund und 1630 (nicht ganz freiwillig) ganz Pommern den Schweden an.

### Schwedische und brandenburg-preußische Herrschaft

Preußische Provinz Pommern

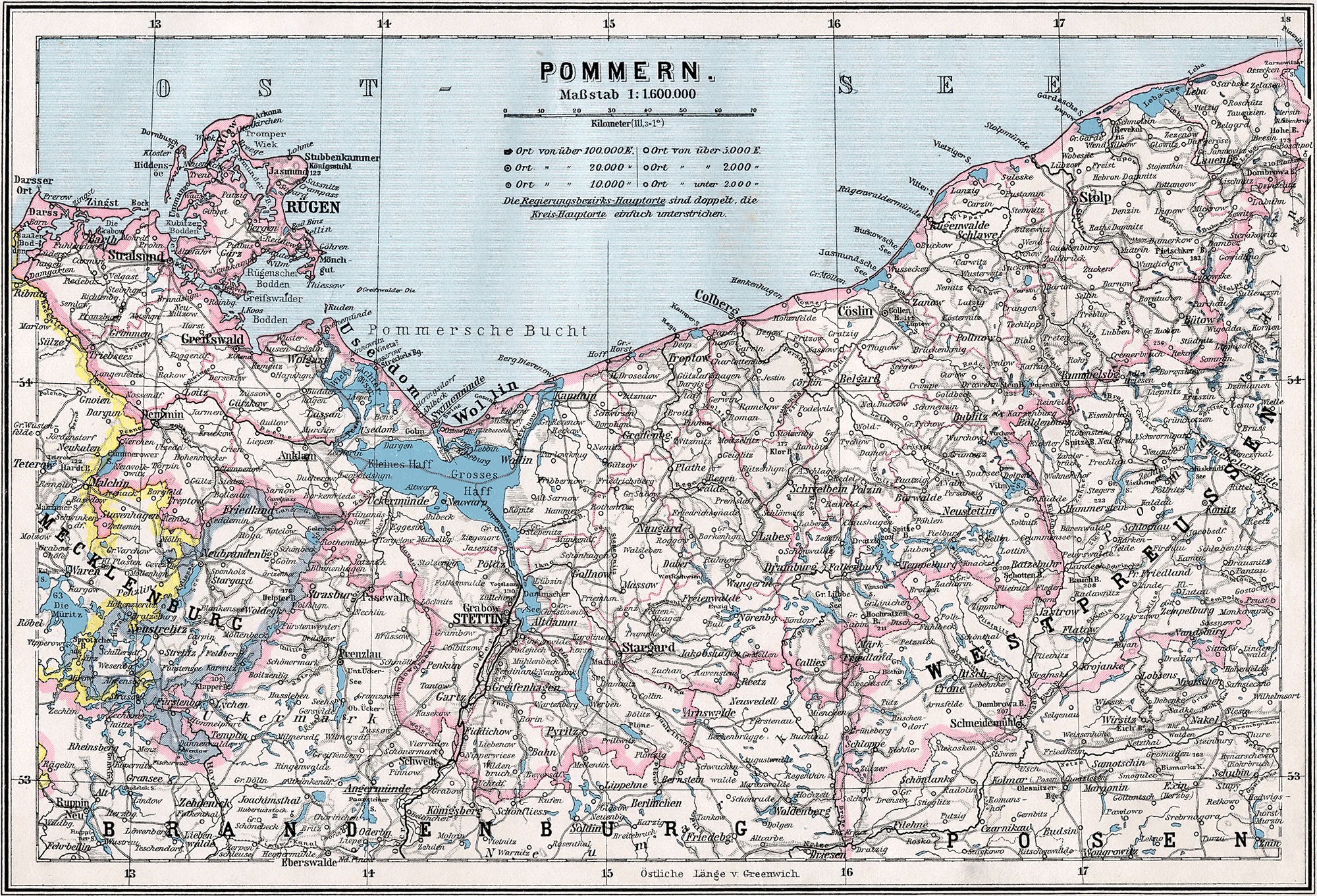
Provinz Pommern (1905)

Durch den Westfälischen Frieden 1648 kam Hinterpommern an Brandenburg, und Vorpommern wurde zu Schwedisch-Pommern. Pommern verlor im Dreißigjährigen Krieg fast zwei Drittel der Bevölkerung. Das Land war geteilt und lag wirtschaftlich darnieder. Während des Schwedisch-Polnischen Krieges (1655–1660) und auch im Schwedisch-Brandenburgischen Krieg (1674–1679) wurde das Gebiet von schwedischen Truppen besetzt, und es wurden die zu Festungen ausgebauten größeren Städte Stettin, Stralsund und Greifswald belagert. Dabei gelang dem brandenburgischen Kurfürsten Friedrich Wilhelm I. 1678 die Eroberung ganz Schwedisch-Pommerns. Obwohl ihm die Landstände bereits gehuldigt hatten, musste er auf Druck Frankreichs im Frieden von Saint-Germain auf die eroberten Gebiete mit Ausnahme des schmalen Landstreifens östlich der Oder verzichten.
Brandenburg und später das Königreich Preußen verzichteten nie auf die Ansprüche auf das gesamte Pommern. Nach dem Ende des Großen Nordischen Krieges (1700–1721) kam Vorpommern südlich der Peene mit den Inseln Usedom und Wollin zum Königreich Preußen, das dieses Gebiet bereits seit 1713 unter Sequester verwaltete. Auf dem flachen Land setzte sich im 17. und 18. Jahrhundert die Gutswirtschaft im vollen Umfang durch. Begleiterscheinung waren leibeigenschaftsähnliche Rechtszustände der abhängigen Landbevölkerung und das sogenannte Bauernlegen, das heißt die Einziehung von Bauernstellen zugunsten der Gutsbetriebe.
Dagegen schritten die preußischen Könige aus militärischen Erwägungen seit der Mitte des 18. Jahrhunderts ein und verboten das weitere Einziehen der Bauernstellen, um die Rekrutierung der Soldaten auf der Grundlage des Kantonswesens nicht zu gefährden. In Schwedisch-Pommern unterblieb ähnliches, und so erreichte am Ende des 18. Jahrhunderts hier die Gutswirtschaft einen ähnlichen Höhepunkt wie im benachbarten Mecklenburg. Ernst Moritz Arndt, selbst Sohn eines freigelassenen Leibeigenen, geißelte die damit im Zusammenhang stehenden Praktiken in mehreren Schriften zu Beginn des 19. Jahrhunderts.
Die letzten pommerschen Münzen wurden noch unter schwedischer Hoheit im Jahr 1806 geprägt. Die Abkürzungen in der Umschrift K.S.P.L.M stehen für „Königlich Schwedisch Pommern Land Münz“. Mit der preußischen Kleinmünzenreform von 1821 wurden in Pommern, wie für alle preußischen Provinzen, das neue preußische Silbergroschensystem eingeführt.

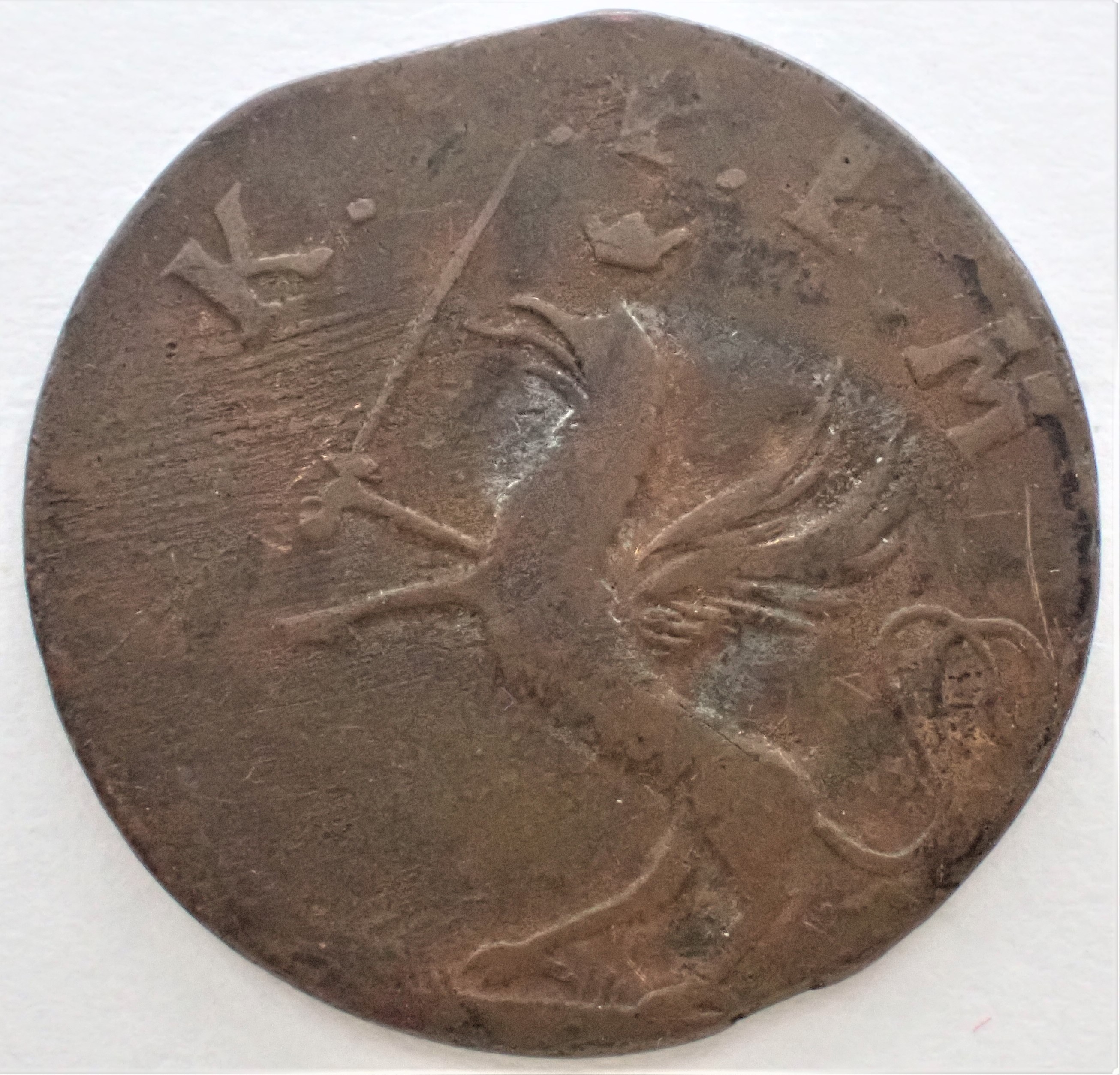
Pommersche 3-Pfennigmünze von 1806

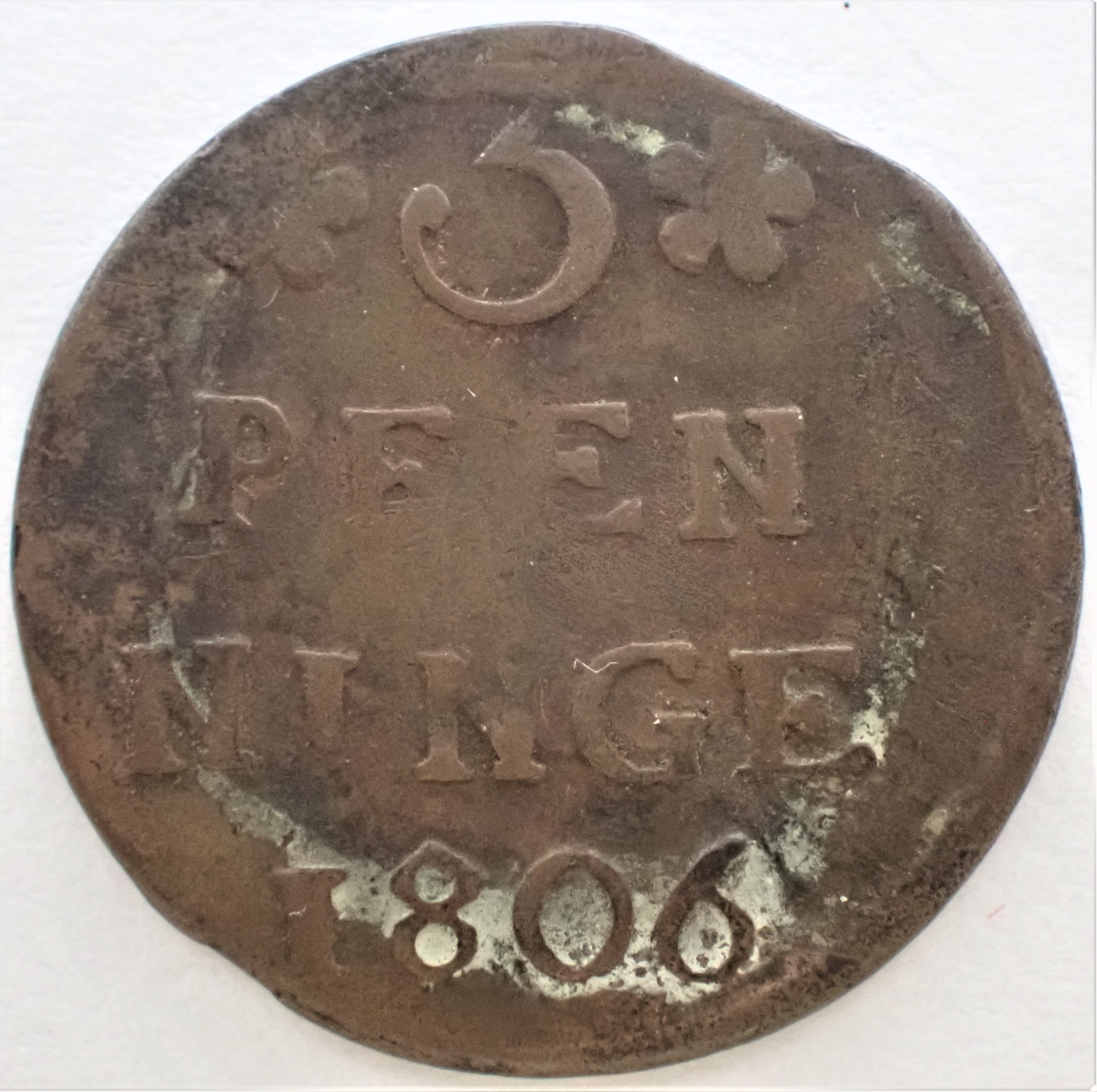
Pommersche 3-Pfennigmünze, Wertseite

1815 erhielt Pommern die Kreise Dramburg und Schivelbein sowie die nördlichen Teile des Kreises Arnswalde mit der Stadt Nörenberg von der Neumark, die ansonsten bei der Provinz Brandenburg verblieb. In der Zeit von 1816 bis 1945 hat sich die territoriale Verwaltungsgliederung in der überwiegend landwirtschaftlich strukturierten Provinz Pommern nur allmählich verändert. Zum 1. Oktober 1938 erhielt Pommern den größten Teil der Kreise aus der aufgelösten Provinz Grenzmark Posen-Westpreußen zugesprochen, zusätzlich die Kreise Arnswalde und Friedeberg (Neumark) aus der Provinz Brandenburg, und organisierte sie in einem neuen Regierungsbezirk Grenzmark Posen-Westpreußen mit dem Sitz in Schneidemühl, in den auch die zuvor schon pommerschen Kreise Dramburg und Neustettin eingegliedert wurden.

### Nach 1945
Am Ende des Zweiten Weltkrieges wurde Pommern im Frühjahr 1945 durch die Rote Armee erobert (Schlacht um Ostpommern) und später durch Festlegung der deutsch-polnischen Grenze entlang der Oder-Neiße-Linie geteilt.
Bereits kurz nach der Eroberung wurden die Gebiete östlich der Oder und der Swine unter polnische Verwaltung gestellt. Erst am 3. Juli 1945 wurde auch die westlich der Oder gelegene Provinzhauptstadt Stettin von der Sowjetunion an Polen übergeben, nachdem dort zunächst eine polnische und eine deutsche Stadtverwaltung neben- und gegeneinander gearbeitet hatten. Selbst die deutschen Kommunisten waren von diesem Schritt überrascht. Die Flucht und Vertreibung Deutscher aus Mittel- und Osteuropa 1945–1950 umfasste auch das gesamte an Polen gelangte Gebiet Pommerns.
Vorpommern westlich der neuen Grenze wurde Teil der Sowjetischen Besatzungszone und in dieser Teil des neuen Landes Mecklenburg-Vorpommern. Dieser Name wurde 1947 zu Mecklenburg gekürzt. 1952 wurde das vorpommersche Gebiet auf die DDR-Bezirke Rostock und Neubrandenburg aufgeteilt, ein kleiner Teil kam auch zum Bezirk Frankfurt (Oder).
Während der DDR-Zeit wurde der Begriff Pommern tabuisiert. Geographische Bezeichnungen wurden geändert, zum Beispiel Pommersche Bucht in Oderbucht und Stettiner Haff in Oderhaff. 1968 wurde die Pommersche Evangelische Kirche umbenannt.

### Gegenwart

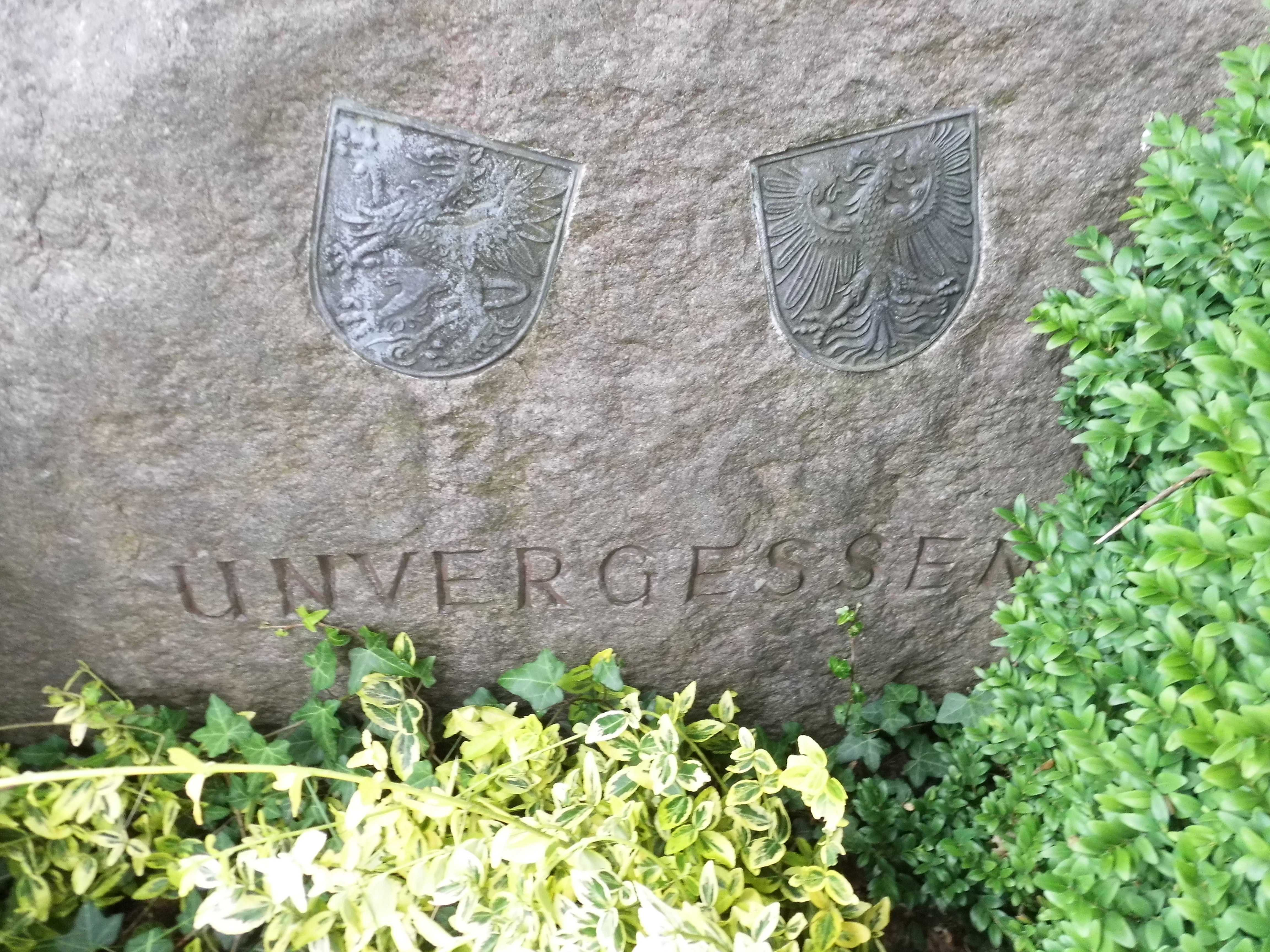
Gedenkstein Pommern Ostpreußen in Schönwalde am Bungsberg

Mit dem Beitritt der DDR zum Geltungsbereich des Grundgesetzes der Bundesrepublik Deutschland wurde am 3. Oktober 1990 das Land Mecklenburg-Vorpommern neu konstituiert, allerdings mit verändertem Gebietszuschnitt. Die Bundesrepublik Deutschland erkannte im Zwei-plus-Vier-Vertrag endgültig die deutsch-polnische Oder-Neiße-Grenze und somit auch die Zugehörigkeit Hinterpommerns zu Polen an. Durch die Kreisgebietsreform von 1994 wurden unter anderem die Landkreise Nordvorpommern, Ostvorpommern und Uecker-Randow gebildet. Nordvorpommern, Uecker-Randow sowie seit seiner Vergrößerung der Landkreis Demmin vereinigten altes pommersches und altes mecklenburgisches Gebiet. In einer erneuten Kreisgebietsreform im Jahre 2011 wurden die vorpommerschen Landkreise Mecklenburg-Vorpommerns wieder aufgelöst. Der pommersche Teil des Bundeslandes erstreckt sich nun über die neu entstandenen Landkreise Vorpommern-Rügen, Vorpommern-Greifswald und einem kleineren Teil des Landkreises Mecklenburgische Seenplatte. Ein weiterer kleiner Teil gehört der Landkreis Uckermark im Land Brandenburg.
Im Rahmen der europäischen Zusammenarbeit wurde die Euroregion Pomerania gegründet, um die zwischen Deutschland und Polen getrennten Gebiete wieder näher zueinander zu bringen.

### Schriftenreihen
- Baltische Studien. Pommersche Jahrbücher für Landesgeschichte, hrsg. von der Gesellschaft für pommersche Geschichte, Altertumskunde und Kunst. Verlag Ludwig, Kiel, ISSN 0067-3099.

- Thomas Heinrich Gadebusch: Schwedisch-Pommersche Staatskunde. 2 Bände. Greifswald/Dessau 1783–1786.
- Thomas Kantzow: Pomerania. Oder Ursprunck, Altheit und Geschichte der Völcker und Lande Pomern, Caßuben, Wenden, Stettin, Rhügen. In vierzehn Büchern. Hrsg. von Johann Gottfried Ludwig Kosegarten, 2 Bände. Mauritius, Greifswald 1816–1817. (Digitalisat)
- Pomerania. Geschichte und Beschreibung des Pommernlandes zur Förderung der pommerschen Vaterlandskunde. 2 Bände. Stettin 1844 ff. (Mit 109 Städteansichten).
- Rudolf Hanncke: Pommersche Geschichtsbilder. Stettin, Leon Saunier, 1899, 2. neu durchgesehene und vermehrte Auflage.
- Pommern (Lexikoneintrag). In: Meyers Großes Konversations-Lexikon. 6. Auflage, 16. Band, Leipzig und Wien 1908, S. 134–137.
- Martin Wehrmann: Geschichte von Pommern. 2 Bände. Gotha 1919–1921.
- Martin Spahn: Verfassungs- und Wirtschaftsgeschichte des Herzogtums Pommern von 1476 bis 1625. Leipzig 1896.
- Fritz Adler, Carl Fredrich und Otto Schmitt: Pommern. Aufgenommen von der staatlichen Bildstelle. Deutscher Kunstverlag, Berlin 1927. (Digitalisat)
- Bruno Schumacher: Geschichte Ost- und Westpreussens. Würzburg 1959.
- Hans Branig: Geschichte Pommerns. Von 1648 bis zum Ende des 18. Jahrhunderts. Böhlau, Köln u. a. 1999, ISBN 3-412-09796-9.
- Manfred Raether: Polens deutsche Vergangenheit. Schöneck 2004, ISBN 3-00-012451-9. – Neuausgabe als E-Buch, 2012; Kindle-Version.
- Norbert Buske: Pommern. Territorialstaat und Landesteil von Preußen. Thomas Helms Verlag Schwerin 1997, ISBN 3-931185-07-9.
- Werner Buchholz (Hrsg.): Pommern. Siedler, Berlin 1999, ISBN 3-88680-272-8. (= Deutsche Geschichte im Osten Europas; Bd. 9)
- Roderich Schmidt: Das historische Pommern Böhlau Verlag, Köln/Weimar 2006, ISBN 3-412-27805-X.
- Gerhard Kobler: Historisches Lexikon der deutschen Länder – Die deutschen Territorien vom Mittelalter bis zur Gegenwart. 7. Auflage. C. H. Beck, München 2007, ISBN 978-3-406-54986-1.
- Johannes Bugenhagen: Pomerania. Facsimile Druck und Übersetzung der Handschrift von 1517/518. Erste Gesamtdarstellung der Geschichte Pommerns. Anmerkungen Sabine Bock, Hg. Arbeitsgemeinschaft für Pommersche Kirchengeschichte e. V. durch Norbert Buske Helms Schwerin 2008, ISBN 978-3-940207-10-4.
- Monika und Stephan Wolting: Dies ist Pommern. Ein literarisch-künstlerischer Reisebegleiter. Neisse Verlag, Dresden 2009, ISBN 978-3-934038-81-3.
- Dirk Alvermann (Hrsg.): Biographisches Lexikon für Pommern. Drei Bände. Böhlau, Köln 2013–2019.
- Haik Thomas Porada: Pommern. In: Online-Lexikon zur Kultur und Geschichte der Deutschen im östlichen Europa. 2014.